# Lioconcha rumphii
Lioconcha rumphii is een tweekleppigensoort uit de familie van de venusschelpen (Veneridae). De wetenschappelijke naam van de soort werd in 2010 gepubliceerd door Sancia van der Meij, Robert Moolenbeek & Henk Dekker.